# Culicoides menghaiensis
Culicoides menghaiensis är en tvåvingeart som beskrevs av Lee 1980. Culicoides menghaiensis ingår i släktet Culicoides och familjen svidknott. Inga underarter finns listade i Catalogue of Life.